# Pegoscapus tomentellae
Pegoscapus tomentellae är en stekelart som beskrevs av Wiebes 1983. Pegoscapus tomentellae ingår i släktet Pegoscapus och familjen fikonsteklar. Inga underarter finns listade i Catalogue of Life.